# CIFAS
CIFAS is een Beninese voetbalclub uit de stad Cotonou. Ze speelt in de Premier League, de hoogste voetbaldivisie van Benin. De club speelt zijn thuiswedstrijden in het Stade Sébastien Ajavon, dat plaats biedt aan ruim 5000 toeschouwers.